# Patutahi
```

```

Patutahi est un petit village situé à 15 kilomètres de la cité de Gisborne, dans le nord-est de l’île du Nord de la Nouvelle-Zélande. 

## Situation
Il est localisé dans la vallée du fleuve Waipaoa.